# Pálóczi Bence
Pálóczi Bence (Debrecen, 1995. október 6. –) magyar színész.

## Élete
2010-tól 2015-ig a Debreceni Ady Endre Gimnázium emelt szintű drámai osztályában tanult. 2015-től 2016-ig a Pesti Magyar Színiakadémia tanulója volt Pál András osztályában. 2016-2021 között  a Kaposvári Egyetem Rippl-Rónai Művészeti Kar színművész szakos hallgatója, osztályfőnöke Cseke Péter volt. 2021-től a Csokonai Színház tagja.

## Film és sorozat szerepei
- Gólkirályság (2024)
- Apatigris (2023)
- Blokád (2022)
- Doktor Balaton (2022)
- A tanár (2021)
- Fekete kecske (2015)

## Színházi szerepei
| Darab                           | Szerep                                      | Rendező                                      | Színház                                  | Bemutató             |
| ------------------------------- | ------------------------------------------- | -------------------------------------------- | ---------------------------------------- | -------------------- |
| Valahol Európában               | Csóró                                       | Horváth Patrícia                             | Csokonai Nemzeti Színház                 | 2009. december 18.   |
| Momo                            | Gyerek                                      | Horváth Patrícia                             | Csokonai Nemzeti Színház                 | 2013. január 10.     |
| Légy jó mindhalálig             | Tök Marci                                   | Várhalmi Ilona                               | Csokonai Nemzeti Színház                 | 2013. december 13.   |
| Nyílt tengeren                  | A Kicsi                                     | Kotormán Ábel, Váradi Gergely, Pálóczi Bence | ADY-ÁK Színpad                           | 2015.                |
| Harisnyás Pippi                 | Matróz                                      | Novák Eszter                                 | Pesti Magyar Színház                     | 2015.                |
| Liliomfi                        | Gyuri                                       | Hajdú László                                 | Gózon Gyula Kamaraszínház                | 2016. január 30.     |
| Mengele törpéi                  | Ovics Avraham                               | Réczei Tamás                                 | Kaposvári Egyetem vizsgaelőadás          | 2018. március 24.    |
| Csárdáskirálynő                 | Kórus                                       | Béres Attila                                 | Katona József Színház (Kecskemét)        | 2018.                |
| A beszélő köntös                | Berkesi József                              | Szente Vajk                                  | Katona József Színház (Kecskemét)        | 2018. október 2.     |
| Jancsi és Julis                 | Jancsi                                      | Varsányi Péter                               | Katona József Színház (Kecskemét)        | 2018. október 10.    |
| Állami áruház                   | Pessty Péter; Bárdy Kálmán; Bárdy Gusztáv   | Fábián Péter, Benkó Bence                    | Katona József Színház (Kecskemét)        | 2019. március 1.     |
| Ördöngösök                      | Sintér                                      | Fábián Péter, Benkó Bence                    | Kaposvári Egyetem vizsgaelőadás          | 2019. március 29.    |
| Az apostol                      | Szereplő                                    | Benkó Bence                                  | K2 Színház                               | 2019. szeptember 26. |
| Nemtudomka                      | Nemtudomka                                  | Madák Zsuzsanna                              | Csokonai Nemzeti Színház                 | 2019. november 25.   |
| Amerikai Elektra                | Dr. Blake; Énekes matróz                    | Horváth Csaba                                | Kecskeméti Katona József Nemzeti Színház | 2020. február 14.    |
| Nihil                           | Szereplő                                    | Dohy Balázs,                                 | Kaposvári Egyetem vizsgaelőadás          | 2020. június 30.     |
| Az öreg hölgy látogatása        | Karl, Ill fia                               | Keszég László                                | Csokonai Nemzeti Színház                 | 2020. szeptember 11. |
| Don Carlos, spanyol infáns      | Don Carlos, a trónörökös                    | Keszég László                                | Spirit Színház                           | 2021. augusztus 5.   |
| Herkules – a kezdetek           | Ifiklész                                    | Madák Zsuzsanna                              | Csokonai Nemzeti Színház                 | 2021. november 16.   |
| A kaméliás hölgy                | Jerome / Ernest                             | Sardar Tagirovsky                            | Csokonai Nemzeti Színház                 | 2022. január 28.     |
| Játék a kastélyban              | Titkár                                      | Keszég László                                | Csokonai Nemzeti Színház                 | 2022. március 25.    |
| Für Elise                       | Textor Ádám                                 | Ráckevei Anna                                | Csokonai Nemzeti Színház                 | 2022. augusztus 23.  |
| A test történetei – Lina, Teréz | Tűzoltó/Jambrekovic atyja/Hajléktalan/Orvos | Visky Andrej                                 | Csokonai Nemzeti Színház                 | 2022. szeptember 13. |
| Toldi                           | Szereplő                                    | Valcz Péter                                  | Csokonai Nemzeti Színház                 | 2022. szeptember 22. |